# Charles de Luesemans
Charles Joseph Pascal de Luesemans, né à Tirlemont, le 20 avril 1808 et mort à Liège le 26 mars 1882 , est un homme politique belge de tendance libérale.  

## Biographie
Charles de Luesemans est le fils de Sébastien de Luesemans, échevin à Louvain, et de Marie-Louise de Heusch. Il épouse Euphémie de Menten de Horne et Françoise Smets en second mariage.
Il obtient un doctorat en droit à l'université de Liège (1829) et s'installe comme avocat au barreau de Louvain.
Il est élu conseiller municipal de Louvain de 1845 à 1863, échevin de 1848 à 1851 et bourgmestre de 1852 à 1863. Il est également élu député libéral de l'arrondissement de Louvain de 1848 à 1850 et de 1857 à 1859.
En 1863, il est nommé par le gouvernement libéral de Charles Rogier gouverneur de la province de Liège, un poste qu'il occupera jusqu'à sa mort.